# Zeitlarn
Zeitlarn è un comune tedesco di 5 831 abitanti, situato nel land della Baviera.